# ویپرسو
ویپرسو (به زبان انگلیسی: Vaporesso) یک برند معتبر در زمینه تولید و فروش محصولات مبتنی بر بخار است که از سال ۲۰۱۵ فعالیت خود را در چین آغاز کرده‌است. این برند با شعار «ساخت جهانی بدون دود» به نوآوری در طراحی و کیفیت محصولات خود می‌پردازد و با توجه به نظارت سختگیرانه بر کنترل کیفیت، می‌توان آن را یکی از قابل اعتمادترین برندهای ویپ که یک برند پیشرو در این صنعت شناخته شده در این حوزه دانست.
شرکت مادر ویپرسو، که با نام Smoore شناخته می‌شود، در سال ۲۰۲۱ به عنوان یکی از ۲۰۰۰ شرکت با سودآوری بالا و قوی در جهان، در مجله فوربز قرار گرفت.

## تاریخچه برند
برند ویپرسو در سال ۲۰۱۵ شرکت مادر Smoore تأسیس شد و اکنون در اکثر قاره‌های جهان دارای نمایندگی است. یکی از اولین محصولات تولید شده توسط ویپرسو کیت Target mini بود که در سال ۲۰۱۶ عرضه شد، این کیت شامل یک دستگاه کوچک شیک همراه با یک مخزن قابل تعویض و قابل شارژ مجدد بود که مناسب برای مبتدیان و کسانی که دنبال یک دستگاه ساده و سبک می‌گشتند.
برند ویپرسو در سال ۲۰۱۸ کیت Swag را منتشر کرد، این کیت کمی پیشرفته تر بود که از باتری قابل تعویض استفاده می‌کرد و گزینه تغییر سریع را ارائه می‌داد، این کیت با طراحی جذاب و توان ۸۰ وات، مورد استقبال زیاد قرار گرفت.
موفقترین محصول ویپرسو دستگاه Gen بود، این دستگاه در سال ۲۰۱۹ منتشر شد و با استقبال فوق‌العاده ای روبرو شد. این دستگاه یک ماد باکس بود که با دو باتری قابل تعویض تغذیه می‌شد و دارای توان ۲۲۰ وات بود.
این دستگاه با طراحی بسیار زیبا، لمس خوب، تنظم حرارت، حفاظت دربرابر شورت، پاسخ سریع، حالات پیشفرض، حالات DIY، حالات Pulse Mode, Power ECO Mode, Smart TC Mode و Super Player Mode به عنوان چند منظوره‌ترین دستگاه در بازار شناخته شد.
برند ویپرسو در سال ۲۰۲۱ نسخه بهروز شده‌ای از دستگاه Gen به نام Gen S را عرضه کرد. این دستگاه همان‌طور که نامش نشان می‌داد، نسخهٔ بهبود یدافتهٔ Gen بود. Gen S همچنان دارای همان طراحی خیرهٔ کننده Gen است، امّا با تغییراتی کلیدی: یک صفحهٔ نمایش OLED جدیدی که جدیدی به دستگاه می‌دهد.
جدیدترین محصول ویپرسو که به تازگی ارایه شده‌است VAPORESSO COSS نام دارد و باعث تحول عمیق در صنعت سیگارهای الکترونیکی شده‌است که دارای قابلیت‌های باتری با ظرفیت بسیاربالا، شارژ خودکار، بدون نشتی و طعم ثابت است.

## آمارها
این کارخانه بیش از ۱۰۰۰۰ کارگر دارد که سالانه بیش از ۲ میلیون باتری، بیش از ۲۰ میلیون دستگاه اتومایزر و بیش از ۱۰۰ میلیون کویل تولید می‌کنند.
درآمد این شرکت در سال ۲۰۲۱ بالغ بر ۶ میلیون دلار بود.
این شرکت در راستای مسئولیت اجتماعی؛ به کشور اندونزی بالغ بر ۷۰ میلیون روپیه کمک کرد تا به نیازمندان کمک شود.

## آزمایشگاه
خولیو روادس استبان یکی از منتقدان سرسخت حوزه سیگارهای الکترونیکی، پس از بازدید کامل از کارخانه، آزمایشگاه و انبارهای ویپرسو گفت: «وقتی وارد کارخانه شدم، اولین چیزی که متوجه شدم این بود که آنها چقدر روی تمیزی سخت‌گیر هستند چون اولین کاری که باید انجام می‌دادم پوشیدن یک دست کامل لباس ضد گرد و غبار و استفاده از سیستم دوش هوا بود.»
قبل از ورود به هر یک از کارخانه‌های ویپرسو، بازدیدکنندگان باید ابتدا کت و شلوار ضد الکتریسیته ساکن را بپوشند و به حمام هوا بروند. این برای اطمینان از عدم ورود گرد و غبار به کارخانه است زیرا می‌تواند روی محصولات تأثیر بگذارد. در داخل کارخانه، همه کارگران و سرپرستان برای انجام کارهای خود، به قسمت‌های مخصوص خود می‌روند که در نتیجه کمترین خطا در طول تولید رخ می‌دهد. به عنوان مثال، برای ساختن یک سیم پیچ، به یک تیم ۱۰ نفره نیاز است. تست‌های متعددی در مراحل مختلف برای هر محصول وجود دارد که به آنها کمک می‌کند تا کمترین مرجوعی را داشته باشند.

## نمایندگان
طبق اطلاعاتی که در سایت رسمی شرکت ویپرسو وجود دارد، این شرکت در بیشتر قاره های دنیا دارای نمایندگی است که محصولات اورجینال این شرکت را به فروش می رساند. در آسیا کشورهای ژاپن، بحرین، مالزی، استرالیا، ایران، امارات، عربستان سعودی و در اروپا کشورهای  پرتغال، انگلستان، فرانسه، آلمان و در قاره آمریکا نیز در کشورهای آمریکا، کانادا، پاراگوئه و شیلی دارای نمایندگی است